# Mau-Lai (Ort)
Mau-Lai (Maulai, Maulau) ist eine osttimoresische Siedlung im Suco Manetú (Verwaltungsamt Maubisse, Gemeinde Ainaro). Sie befindet sich im Norden der Aldeia Mau-Lai, auf einer Meereshöhe von 1179 m auf einem Bergrücken. Einzelne Gebäude stehen etwas abseits. Westlich befindet sich das Dorf Talale (Suco Edi). Entlang des Bergrückens führt eine Piste nach Lebo-Luli im Norden von Manetú.